# Umberto Granaglia
Umberto Granaglia (Venaria Reale, 20 maggio 1931 – Rivoli, 13 dicembre 2008) è stato un boccista italiano.
Durante la sua carriera, è stato uno dei più forti e celebri giocatori di bocce del mondo.
È stato nominato nel 2001 "Giocatore del XX secolo" dalla Confédération mondiale des sports de boules. In Francia era noto col nome di Le Roi, "Il Re", mentre in Italia era soprannominato Il Maestro, Il Campionissimo o semplicemente Berto.

## Biografia
Granaglia cominciò a giocare a bocce nel 1936, a soli cinque anni. Sedicenne, vinse un torneo di categoria B a Torino, venendo notato dal campione dell'epoca Beppe Carrera, con cui avrebbe giocato anni dopo nella squadra dell'Avvenire San Paolo.
Nel 1957 fu protagonista della prima vittoria italiana nel campionato mondiale a quadrette, disputato nell'arena dei tori di Béziers, battendo in finale la fino ad allora imbattuta formazione francese.
Negli anni sessanta e '70 militò nella formazione torinese Pianelli e Traversa del presidente Cesare Pianelli, fratello dell'allora presidente del Torino Calcio Orfeo Pianelli. Granaglia vestirà in seguito i colori di altre formazioni di vertice fra cui la Rivodorese e la Lancia Torino, fino all'abbandono definitivo alle competizioni nel 1991.
Il suo palmarès conta 13 Campionati del Mondo, 12 Campionati Europei e 46 Campionati Italiani. Detiene il record di presenze in nazionale, 103, dal 1951 al 1980, totalizzando ben 71 vittorie. La semplicità e l'autorevolezza del suo gesto atletico era inimitabile. Il suo stile di gioco era apprezzato per eleganza, precisione e carisma, ed era ritenuto estremamente esigente con i compagni di squadra.
Ritiratosi a Buttigliera Alta negli anni novanta, vi è morto il 13 dicembre 2008 all'età di 77 anni per complicazioni cardiache.

## Palmarès
Nel corso della sua carriera, ha ottenuto
- 11 titoli mondiali a quadrette
  - 1957 Béziers
  - 1958 Bruxelles
  - 1960 Nizza
  - 1961 Torino
  - 1962 Gerona
  - 1963 Tolosa
  - 1966 Monaco
  - 1967 Gap
  - 1970 Digione
  - 1976 Torino
  - 1980 Monaco
- 2 titoli mondiali a coppie
  - 1975 Monaco
  - 1979 Melbourne
- 12 titoli europei
- 46 titoli italiani
  - 25 campionati a quadrette
  - 10 campionati individuali
  - 8 campionati a coppie
  - 2 campionati di bocciata
  - 1 campionato a terne
- 103 presenze nella nazionale italiana[3]
- oltre 1000 altri premi